# Luigi Carroccia
Luigi Carroccia (ur. 19 czerwca 1991) – włoski pianista.

## Życiorys
Naukę gry na fortepianie rozpoczął pod kierunkiem ojca i dziadka, którzy są muzykami. Mając 13 lat został przyjęty do Konserwatorium im. Ottorina Respighiego w Latinie we Włoszech. Studia na tej uczelni zakończył w 2011 roku. Następnie rozpoczął naukę w Konserwatorium im. Claudia Monteverdiego w Bolzano. Studiował tam pod kierunkiem Giorgii Alessandry Brustii. Studia ukończył z wyróżnieniem, po czym rozpoczął naukę w trybie podyplomowym na tej samej uczelni. Występował z recitalami w Neapolu, Rzymie, Soriano, Bolzano, Vibo Valentii, Norcii, Novarze, Tropei oraz w Halle (dwa razy w ramach Festiwalu Euro Music). Ukończył roczne kursy pianistyczne prowadzone przez Giorgię Alessandrę Brustię oraz Gabriele Baldocciego. Dla programu „Pianista" Radio Classica nagrał recital Chopinowski.
W październiku 2015 roku wziął udział w XVII Międzynarodowym Konkursie Pianistycznym im. Fryderyka Chopina w Warszawie. Dotarł do III etapu. W I etapie konkursu zagrał następujące utwory: Etiuda a-moll op. 25 nr 11, Etiuda h-moll op. 25 nr 10, Nokturn H-dur op. 62 nr 1, Barkarola Fis-dur op. 60. W II etapie: Ballada F-dur op. 38, Walc Es-dur op. 18, Polonez-Fantazja As-dur op. 61, W III etapie zagrał: Sonatę h-moll op. 58, Mazurki op. 59 a-moll, As-dur  i fis-moll, Berceuse Des-dur op. 57, Impromptu Ges-dur op. 51, Walce Es-dur op. 18 i As-dur op. 42. W trzecim etapie, na skutek kontuzji ręki wystąpił jako ostatni z uczestników, chociaż zgodnie z harmonogramem powinien występować jako pierwszy.
Nagrody i wyróżnienia pianistyczne:
- laureat Międzynarodowego Konkursu im. Marii Herrero w Granadzie
- laureat Europejskiego Konkursu „Citta di Filadelfia"
- laureat konkursu im. Giulio Rospigliosiego w Lamporecchio
- laureat konkursów w Albendze i Oleggio